# Pedro Álvarez de las Asturias
Pedro Álvarez de las Asturias (m. Valladolid, 1286), aristócrata astur del siglo XIII, ricohombre de Castilla y mayordomo mayor de Sancho IV de Castilla.

## Relaciones familiares

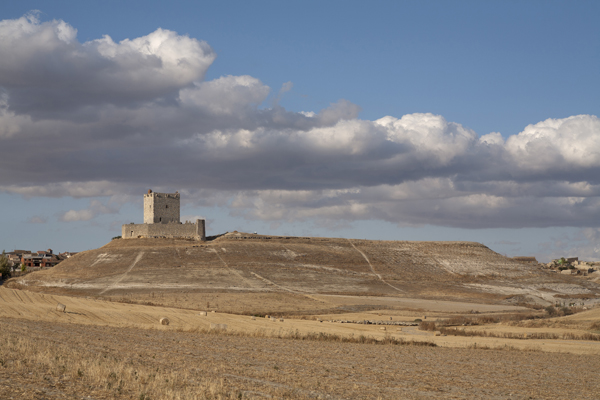
Vista del castillo de Tiedra que el rey Sancho IV donó a Pedro Álvarez de las Asturias.

Pedro era hijo de Alvar Díaz de las Asturias, también conocido como Alvar Díaz de Noreña, ricohombre e importante magnate asturiano, tenente en Siero, Nava, Aguilar, y otros lugares, uno de los más importante miembro de la Casa de Nava de su generación. Su madre fue Teresa Pérez Girón, hija de Pedro Rodríguez Girón y de su esposa Sancha Pérez de Lumiares, hija del noble portugués Pedro Alfonso Viegas de Ribadouro y de Urraca Alfonso, hija ilegítima del rey Alfonso I de Portugal.
Sus abuelos paternos fueron Ordoño Álvarez de Noreña y Elvira García de Braganza, hija del noble portugués García Pérez de Braganza y de su esposa Gotiña Suárez de Tougues. Pedro tuvo tres hermanos: Alfonso, Mayor, esposa de Diego Gómez de Castañeda, y el cardenal Ordoño Álvarez.

## Vida
Fue merino del adelantado mayor del Reino de León. A partir del enfrentamiento entre Alfonso X y su hijo, el futuro Sancho IV, logró un gran ascenso social. Apoyó a Sancho, quien ya como rey le recompensó con varios oficios palatinos y lo nombró su mayordomo mayor.  Además, en 1285, el rey donó a Pedro la villa de Tiedra y su torre así como el realengo de Villavellid, Pobladura y Castromembibre «con la martiniega, yantar y demás derechos reales de estos lugares» que posteriormente fueron heredados por su hija Teresa y después por el hijo de Teresa y su marido, Tello Alfonso de Meneses.
A su muerte, recibió sepultura en el convento de San Francisco en Valladolid.

## Matrimonio y descendencia
Se casó con Sancha Rodríguez de Lara, hija de Rodrigo Álvarez de Lara —hijo ilegítimo de Álvaro Núñez de Lara y de Teresa Gil de Osorno—  y de Sancha Díez de Cifuentes, hija de Diego Froilaz y de su esposa Aldonza Martínez de Silva, quien antes de su matrimonio fue amante de Alfonso IX de León de quien tuvo descendencia.  De este matrimonio nacieron:
- Pedro Álvarez de las Asturias, fallecido antes del 6 de febrero de 1298[2] y sepultado en el monasterio de San Bartolomé de Nava;[15][a][16]
- Rodrigo Álvarez de las Asturias, debido a la temprana muerte de su hermano Pedro, sucedió a su padre «en todos sus derechos y bienes». Se mandó a enterrar en el monasterio de San Vicente de Oviedo;[18]
- Teresa Álvarez de las Asturias, casada con Alfonso Téllez, hijo del infante Alfonso de Molina y hermano de la reina María de Molina, heredó de su padre la villa de Tiedra.[9]